# Vișani
Visani là một xã thuộc hạt Brăila, România. Dân số thời điểm năm 2002 là 2861 người.